# Wojciech Barycz
Wojciech Bartłomiej Barycz (Mikołów, 13 aprile 1984) è un ex cestista polacco.

## Caratteristiche tecniche
Nato come centro, con l'andare del tempo si è trasformato in un'ala grande. Era anche in grado di ricoprire il ruolo di ala piccola e di tirare da fuori, nonostante i suoi 208 centimetri.

## Carriera
Dopo un primo periodo tra i cadetti del MOSM Tychy, passa nel 1999 al SMS PZKosz Warka, squadra polacca dove resterà fino alla stagione 2002-03.
Su di lui mette gli occhi la Benetton Treviso, società da sempre attenta al vivaio.
Viene mandato nel 2003-2004 in prestito ai Crabs Rimini (campionato di Legadue) dove però non trova spazio, venendo relegato spesso in tribuna. In novembre subisce inoltre un infortunio che lo tiene fuori per un paio di mesi. A fine stagione, nelle 4 apparizioni ottenute in maglia biancorossa, le sue statistiche sono di 2,3 punti a partita e 1,8 rimbalzi in 10 minuti di utilizzo medio.
Rimane comunque sotto il controllo della Benetton, che lo rimanda in prestito a Rimini anche per la stagione 2005-06. Non riesce tuttavia a trovare grande spazio neppure in questa parentesi: il prospetto polacco colleziona solamente 2,7 punti a gara ripetendo prestazioni simili a quelle di due anni prima.
In febbraio firma un contratto a gettone con la Nuova Sebastiani Rieti, ancora in Legadue, ma riesce a scendere in campo solo in due partite.
Nel 2006 si è dichiarato eleggibile per il draft NBA 2006, ma non è stato scelto da nessuna franchigia.
Dopo aver disputato qualche camp estivo, ritorna in patria nel 2007 per vestire la maglia del Polpak Świecie e continuare la sua carriera sul territorio polacco.

## Palmarès
- 1Liga (2010)
- 1Liga Player of the Year (2010)
- 1Liga Center of the Year (2010)